# Rhyacophila robusta
Rhyacophila robusta är en nattsländeart som beskrevs av Schmid 1970. Rhyacophila robusta ingår i släktet Rhyacophila och familjen rovnattsländor. Inga underarter finns listade i Catalogue of Life.